# The Man in Black
Pour les articles homonymes, voir Man in Black.
Pour plus de détails, voir Fiche technique et Distribution.
The Man in Black est un film britannique, réalisé par Francis Searle en 1949 et sorti au cinéma en janvier 1950.

## Synopsis
Henry Clavering utilise ses capacités extraordinaires afin d'exposer au monde sa seconde femme Bertha. Cette dernière essaye de faire passer pour folle sa fille issue d'un premier mariage pour hériter de sa fortune.

## Fiche technique
- Titre original : The Man in Black
- Réalisation : Francis Searle
- Scénario : John Gilling d'après une histoire de Francis Earle inspirée de la série radiophonique de John Dickson Carr
- Producteur : Anthony Hinds
- Musique : Rupert Grayson et Frank Spencer
- Photographie : Cedric Williams
- Montage : John Ferris et Ray Pitt
- Distribution : Prudence Sykes
- Création des décors : Denis Wreford
- Effets spéciaux de maquillage : Philip Leakey
- Compagnie de production : Hammer Films
- Compagnie de distribution : Exclusive Films
- Pays d'origine :  Royaume-Uni
- Langue : Anglais Mono
- Durée : 80 minutes
- Image : Noir et blanc
- Ratio écran : 1.37:1
- Sortie cinéma : Janvier 1950

## Distribution
- Betty Ann Davies : Bertha Clavering
- Sheila Burrell : Janice
- Sidney James : Henry Clavering / Hodson
- Anthony Forwood : Victor Harrington
- Hazel Penwarden : Joan Clavering
- Valentine Dyall : L'Homme en noir / Le narrateur
- Courtney Hope : Madame Carter
- Mollie Palmer : Elsie
- Laurence Baskcomb : Sandford
- Gerald Case : Le Docteur